# Дом на улице Шлуш
Дом на улице Шлуш (ивр. הבית ברחוב שלוש‎) — израильский фильм 1973 года режиссёра Моше Мизрахи, герои которого говорят на 4 языках — иврите, египетском арабском, ладино (основанный на испанском языке диалект сефардов), и английском. В 1974 г. номинировался на премию «Оскар» за лучший фильм на иностранном языке.

## Сюжет
В центре фильма — история сефардской семьи выходцев из Египта, живущих в 1947 г. в Тель-Авиве — некогда состоятельных, но в результате принудительного исхода потерявших большую часть имущества. Глава семьи — 33-летняя вдова Клара (Гила Альмагор), зарабатывает уборкой домов и содержит семью, в которой четверо детей, её мать Мазаль, её брат Рафаэль и его жена Султана.
Старший сын, Сами, отправляется работать в мастерскую, где его на первых порах встречают дружелюбно, однако на его глазах зреет бунт рабочих против старшего мастера Гроссмана из-за ненормированного рабочего дня и низкой оплаты. Тем временем за Кларой пытается ухаживать Ниссим, активист «Иргуна» (еврейского вооружённого подполья, противостоявшего как арабам-погромщикам, так и открыто поддерживавшим их британским военным). У Сами завязываются романтические отношения с 25-летней библиотекаршей родом из СССР (Михаль Бат-Адам, в жизни — жена режиссёра фильма). Окружение Клары хочет, чтобы она вышла замуж, и будущий муж (родом из ашкеназов) серьёзно готов заботиться о семье, однако она всё ещё любит героя-подпольщика.

## Актёры
- Гила Альмагор — Клара, мать
- Офер Шальхин — Сами, старший сын
- Михаль Бат-Адам — Соня, библиотекарша
- Йосеф Шилоах — Ниссим, активист подполья
- Рольф Брин — Гроссман, старший мастер